# Mipseltyrus nicolayi
Mipseltyrus nicolayi är en skalbaggsart som beskrevs av Park 1953. Mipseltyrus nicolayi ingår i släktet Mipseltyrus och familjen kortvingar. Inga underarter finns listade i Catalogue of Life.